# Grotte Kizil
Le grotte Kizil (chiamate anche grotte Qizil; uiguro: Qizil Ming Öy; cinese semplificato:克孜尔千佛洞, "grotte Kizil dei mille Buddha") sono un complesso di 236 grotte buddiste scavate nella roccia situate nei pressi di Kizil (克孜尔乡) nella contea di Baicheng, Xinjiang, Cina. Il sito si trova sulla sponda settentrionale del fiume Muzat, 75 km a nord-ovest di Kucha. Quest'area fu uno snodo commerciale della via della seta.
Si dice che queste grotte siano state il primo complesso di grotte buddiste del Turkestan orientale, data la loro nascita nel periodo compreso tra il III e l'VIII secolo. Nonostante il sito sia stato danneggiato e saccheggiato, rimangono almeno 1000 m² di pitture murali, nella maggior parte storie Jātaka.
In Europa il Museum für Asiatische Kunst di Berlino possiede la più importante collezione di affreschi da Kizil grazie alle spedizioni, all'inizio del Novecento, di Albert Grünwedel e Albert von Le Coq a Turfan e Kucha.
Il sito è venuto alla luce grazie a una prima spedizione archeologica tedesca intorno agli anni dieci del Novecento, a cui seguirono, venti anni dopo, una spedizione giapponese e, dagli anni cinquanta, una cinese.
Nel sito sono stati rinvenuti molti frammenti di testi in sanscrito e in tocarico, di natura commerciale, medica e religiosa, che testimoniano una forte influenza indiana del centro.
La struttura comprende sia luoghi di culto sia ambienti monastici e quelli situati più in basso appartengono a un periodo storico più antico. Le celle per i monaci appaiono semplici e prive di decorazioni, mentre gli ambienti di culto abbondano di pitture e immagini scolpite.
Le raffigurazioni prevalenti sono quelle riguardanti la vita del Buddha e si distinguono per tre stili diversi: il primo è detto indo-iranico (500-600); il secondo è definito iranico (600-650) e si caratterizza in una egemonia di figure stilizzate e dei colori verdi e blu; il terzo (700) evidenzia un influsso cinese, riconducibile al periodo di dominio Tang.